# W.A.Meelhuysenbrug
De W.A. Meelhuysenbrug (brug 795) is een vaste brug in Amsterdam Nieuw-West.
De brug voor voetgangers en fietsers is gelegd over de Rudi Bloemgartensingel (vernoemd naar Rudi Bloemgarten). Zij verzorgt een doorgaande wandel- en fietsroute tussen de Willy la Croixstraat (vernoemd naar Willy la Croix) in de wijk Middelveldsche Akerpolder en Akerwateringstraat in de wijk De Punt. Voor deze scheiding ontwierp architect N. Wijnmaalen, werkend voor de Dienst der Publieke Werken een serie bruggen.
De brug kreeg al snel haar naam; een vernoeming naar verzetsstrijder Willem Adam Meelhuysen. Meerdere straten in de wijk Middelveldsche Akerpolder zijn naar verzetsmensen vernoemd (zie boven). Het naambordje is wit.

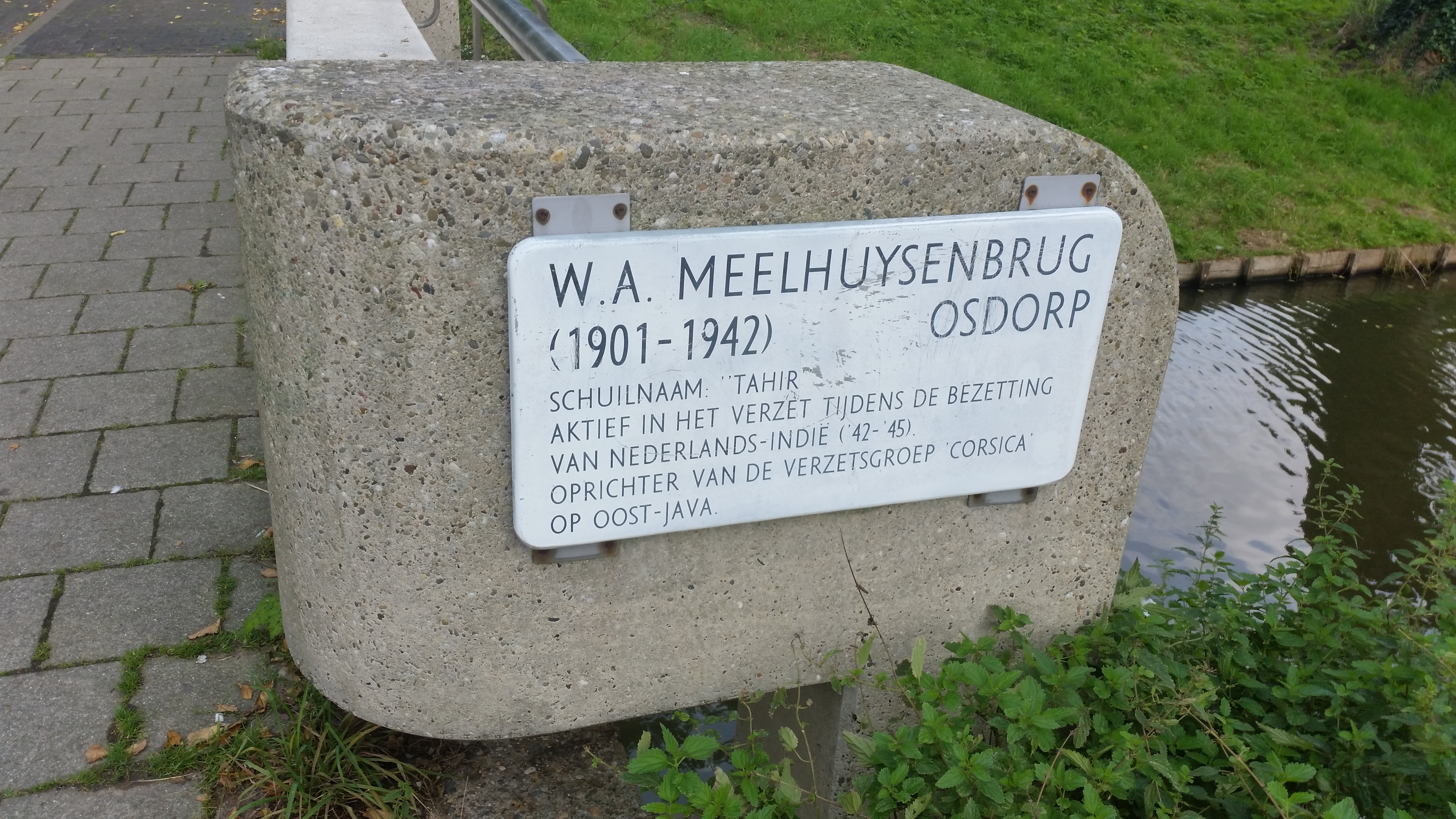
Naamplaat van de W.A. Meelhuysenbrug (september 2020)

<<< · 700 · 701 · 702 · 703 · 704 · 705 · 706 · 707 · 708 · 709 · 710 · 711 · 712 · 713 · 714 · 715 · 716 · 717 · 718 · 719 · 720 · 721 · 722 · 725 · 726 · 729 · 730-738 · 739 · 740 · 741 · 742 · 743 · 744 · 745 · 746 · 747 · 748 · 749 · 751 · 752 · 753 · 754 · 755 · 756 · 757 · 758 · 759 · 760 · 761 · 762 · 763 · 764 · 765 · 766 · 767 · 768 · 769 · 770 · 771 · 772 · 773 · 775 · 776 · 777 · 778 · 779 · 780 · 781 · 782 · 783 · 784 · 786 · 787 · 788 · 789 · 790 · 791 · 792 · 793 · 794 · 795 · 797 · >>>
Brugnummers  723, 724, 727, 728, 750, 774, 785, 796 (niet gerealiseerde brug over de Slotervaart), 798 en 799 zijn niet vergeven.